# Elsa Demo
Elsa Demo (Fier, ...) è una giornalista albanese.

## Educazione
Elsa è nata a Fier e ha studiato lettere presso la Facoltà di Storia e Filologia dell'Università di Tirana, laureandosi nel 1999. Ha conseguito il dottorato nel 2020 in Studi Letterari con la tesi “La letteratura albanese senza il primo lettore. Il caso dei tre autori: Kasëm Trebeshina, Shpëtim Gina, Jamarbër Marko. Oltre agli argomenti trattati nel campo letterario, la tesi risulta coinvolgente poiché include manoscritti letterari, appunti e diari di scrittori.

## Vita professionale
Elsa vive e lavora a Tirana. I suoi esordi nel giornalismo culturale sono sui giornali Koha Jonë e Korrieri. Negli anni 2003-2013 è giornalista e redattrice di pagine culturali, e per due anni vicedirettore capo del quotidiano Shekulli.
Dal 2013 riferisce sugli sviluppi culturali attraverso il suo spazio televisivo, attualmente con il programma settimanale Artes sulla televisione albanese, RTSH.
In aggiunta alle cronache culturali, Elsa ha redatto saggi, reportage e analisi pubblicati su quotidiani, periodici e antologie.
È vincitrice del premio "Woytila" al concorso internazionale Giornalisti del Mediterraneo (2009), Italia.
IIn collaborazione con lo scrittore e ricercatore Ardian Klosi, Elsa Demo ha redatto e pubblicato due antologie documentarie e letterarie: la prima riguardante la vita sotto la dittatura intitolata "L'Albania ricorda. 1944-1991", e la seconda incentrata sul periodo di transizione chiamata "L'Albania mostra. 1991-2010".
Elsa è membro della Federazione Internazionale dei Critici Cinematografici - FIPRESCI. Questa federazione è formata da un insieme di critici cinematografici e giornalisti professionisti provenienti da tutto il mondo con l'obiettivo di "promuovere la cultura cinematografica e tutelare gli interessi professionali".

## Dramma "Cenere verde in nero"
Il suo testo teatrale Grayish Green into black è stato dichiarato vincitore del concorso Pipelines, organizzato nel 2021 dalla European Theatre Convention e Schauspielhaus Graz (Austria) e ha partecipato al Dramatikerinnenfestival di Graz, 2022.
La performance è stata eseguita sul palco del Teatro Nazionale ed è stata interpretata dagli attori Ndriçim Xhepa, Gladiola Harizaj, Linda Jarani e Genci Fuga. I personaggi della fiction sono 5: Rizai, il capofamiglia di 54 anni; Jana, la madre di 48 anni; Neli, la figlia di 18 anni, oltre all'esperta e al medico. Il dramma è stato scritto nei mesi di luglio e agosto del 2021.

## Letteratura
- L'Albania ricorda. 1944-1991, Casa editrice "K&B", Tirana, 2009, ISBN 978-999-568-0534 Questo libro è un'antologia che ricorda gli autori albanesi negli anni dal 1944 al 1991. Pubblicato nel 20º anniversario della caduta del Muro di Berlino, la L'antologia riflette le parole e i pensieri degli scrittori nell'Albania durante la dittatura. Il tema che descrive le storie e i testi del libro è la libertà mancante, a partire dalle terribili torture subite da Zef Pllumi, Petro Marko, Arshi Pipa, Simon Jubani, Maks Velo e le meditazioni di donne che hanno vissuto malattie e disgrazie familiari come Drita Çomo, ecc. Il libro tratta sia la storia della libertà soppressa e della dignità umana calpestata, sia la storia letteraria. Gli autori dell'antologia hanno mantenuto il criterio filologico, non intervenendo per correzioni ortografiche in alcuno degli autori che hanno scritto in greco o che hanno lasciato le loro opere manoscritte.Questa antologia è stata pubblicata con il sostegno del Goethe Institute e dell'associazione culturale Robert Schwartz. Il libro ha 490 pagine.
- L’Albania mostra. 1991-2010, Casa editrice "K&B", Tirana, 2010, ISBN 978-999-568-4044. Questo libro ha 386 pagine ed è una raccolta della migliore prosa degli anni 1991-2010, che ha un carattere psicologico e ironico di autori come: Ardian Kyçyku, Ervin Hatibi, Ardian Vehbiu, Agron Tufa, Luljeta Dano, ecc.
- Il libro "Te Teatri" contiene vari articoli apparsi su giornali e riviste tra gli anni 2002-2022. Si compone di 6 capitoli. Ogni capitolo contiene una favola tematica.[7] In ciascuno di essi gli scritti si concentrano sugli sviluppi prima e dopo il crollo del Teatro Nazionale; il divario tra i ruoli del cittadino, dell'intellettuale, dell'artista e la semplificazione dell'uomo a carattere politico; sforzi per una lettura approfondita del linguaggio teatrale come drammaturgia e spettacolo; il genere dell'intervista che restituisce l'atmosfera del luogo e del tempo, l'opinione non filtrata della fonte e del testimone; ai ritratti che sono una linea completa dai vivi ai morti. Dai ritratti viventi sono interessanti informazioni sui personaggi, apparenze, figure artistiche, sogni, impressioni, ecc. , mentre per chi non vive è interessante comunicare attraverso archivi, manoscritti, fotografie, le proprie case, ecc.[8]

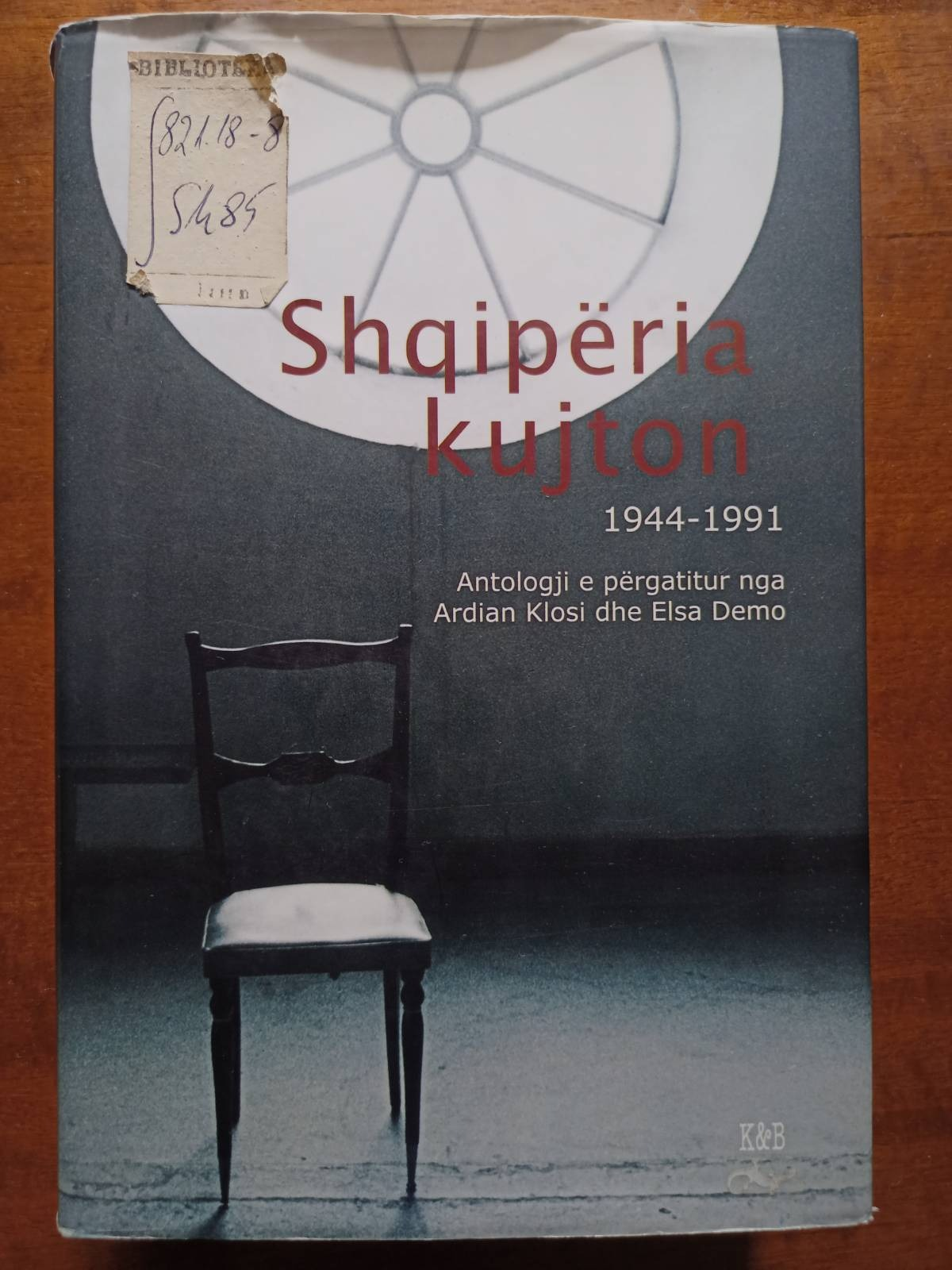
L'Albania ricorda il 1944-1991.
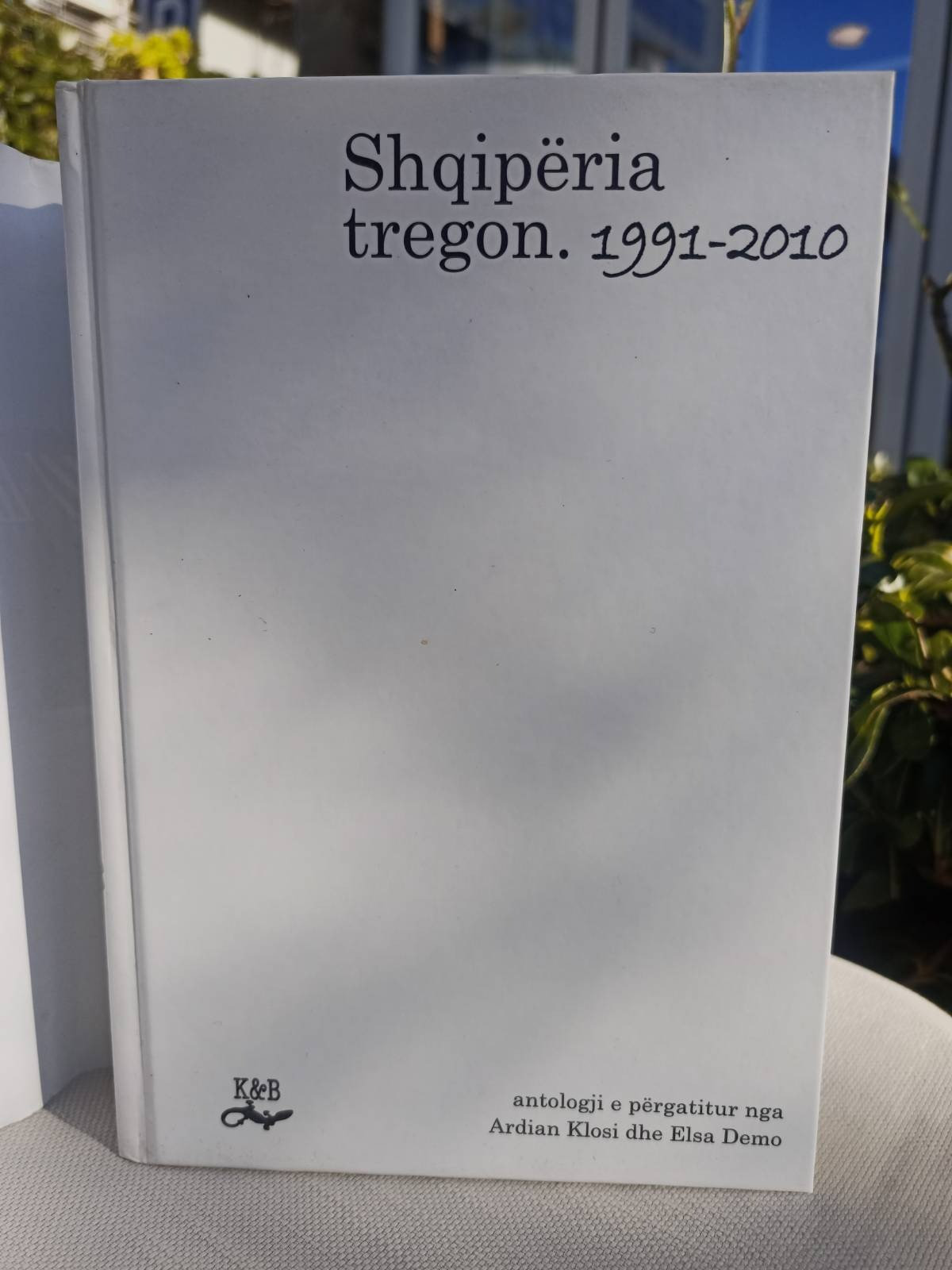
Campione dell'Albania. 1991-2010